# Alfredo Piedra
Alfredo Piedra Mora (San José; 16 de agosto de 1915-18 de diciembre de 2003) fue un futbolista y entrenador costarricense. Es padre del exfutbolista Alfredo Piedra Gutiérrez.

## Trayectoria
Debutó como jugador con el Orión el 24 de mayo de 1936 ante el Herediano, anotando inmediatamente dos goles. Fue el máximo goleador de la Primera División en 1938 con 11 goles y totalizó 124 partidos en la liga.
Como técnico, estuvo a cargo de equipos como Orión, Saprissa (dos veces), Alajuelense (también dos veces), Cartaginés (5 veces), Barrio México, Herediano, Ramonense, San Carlos, Municipal Puntarenas, Rohrmoser y en México con Monarcas Morelia.
Dirigió a la selección de Costa Rica en tres ocasiones, ganando el Campeonato Concacaf de 1963. En total, estuvo al frente de 356 partidos de Primera División y 49 veces con la selección.

## Selección nacional
Hizo su debut con Costa Rica jugando junto a otros grandes futbolistas como Hernán Bolaños y Alejandro Morera Soto en los Juegos Centroamericanos y del Caribe de febrero de 1938 contra Panamá, anotando dos goles en el que resultó ser su único partido internacional.

## Palmarés

### Como jugador

#### Títulos nacionales
| Título           | Equipo      | País       | Año  |
| ---------------- | ----------- | ---------- | ---- |
| Primera División | Orión       | Costa Rica | 1938 |
| Torneo de Copa   | Orión       | Costa Rica | 1938 |
| Primera División | Orión       | Costa Rica | 1944 |
| Primera División | La Libertad | Costa Rica | 1946 |

#### Distinciones individuales
| Distinción                                           | Año  |
| ---------------------------------------------------- | ---- |
| Máximo goleador de la Primera División de Costa Rica | 1938 |

### Como entrenador

#### Títulos nacionales
| Título               | Equipo   | País       | Año  |
| -------------------- | -------- | ---------- | ---- |
| Primera División     | Saprissa | Costa Rica | 1962 |
| Torneo de Copa       | Saprissa | Costa Rica | 1963 |
| Campeón de Campeones | Saprissa | Costa Rica | 1963 |

#### Títulos internacionales
| Título                                  | Equipo     | Sede        | Año  |
| --------------------------------------- | ---------- | ----------- | ---- |
| Campeonato Centroamericano y del Caribe | Costa Rica | Honduras    | 1955 |
| Campeonato de Naciones de la Concacaf   | Costa Rica | El Salvador | 1963 |